# Suiin Emi
Emi Suiin（江見 水蔭),（17 septembre 1869 - 3 novembre 1934) est un écrivain et journaliste japonais, né à Okayama.

## Biographie
Il monte à Tokyo dans le but de joindre l'armée, mais finit par joindre le cercle littéraire Kenyūsha.
Bien que considéré comme l'un des piliers de la littérature japonaise de l’ère Meiji, ses écrits sont néanmoins critiqués de nos jours pour leurs tons pro-impérialistes, dont l'exemple le plus frappant est la transposition d'Othello de Shakespeare à Formose (Taïwan), au début de l'époque coloniale et la condescendance affichée pour les « indigènes ».
Il a également écrit des romans policiers.